# Phacops
Il facope (gen. Phacops) è un artropode estinto appartenente ai trilobiti. I suoi fossili sono molto comuni in gran parte del mondo, e si rinvengono in terreni dal Siluriano al Devoniano (430-360 milioni di anni fa). 

## Descrizione
Questo animale era uno dei trilobiti più tipici e più diffusi. Il corpo era di forma ovale, con una grande testa (cephalon) e una piccola parte posteriore (pygidium). La regione centrale del capo (glabella) era grande e posteriormente stretta, ornata da numerosi granuli di grandi dimensioni che ne ricoprivano l'intera superficie. Gli occhi, spesso ben conservati nei fossili, sono molto grandi. Presso l'ipostoma (una placca ventrale posta vicino alla bocca) si originavano due antenne uniramate. I caratteristici "tre lobi" corporei tipici dell'intera classe erano di dimensioni molto simili fra loro e ben arrotondati. 

## Stile di vita
Probabilmente il facope era in grado di nuotare come di percorrere camminando i fondali marini alla ricerca di cibo. In caso di pericolo l'animale era in grado di appallottolarsi su sé stesso, lasciando sporgere solo il carapace duro e resistente; questo tipo di comportamento è evidente nei fossili, che recano sulla regione ventrale del cephalon una sorta di solco che serviva ad alloggiare la parte posteriore del pigidio quando l'animale si appallottolava. Tra le specie più note, da ricordare Phacops rana del Devoniano inferiore.